# 석수도서관
석수도서관은 경기도 안양시 만안구 석수동에 위치한 시립 도서관이다. 2004년 1월 6일에 개관하였다. 약 30만권의 장서와 511석의 일반 열람실 좌석을 보유하고 있다.

## 이용
- 휴관일은 매주 월요일과 법정공휴일이다. 매월 2·4·5주 월요일의 휴관일은 열람실만 08:00~20:00까지 부분 개방한다.

## 개방 시간
| 이용 시간  | 평일          | 평일          | 주말          | 주말          |
| ---------- | ------------- | ------------- | ------------- | ------------- |
| 세부       | 3 - 10월      | 11 - 2월      | 3 - 10월      | 11 - 2월      |
| 관외대출실 | 09:00 - 22:00 | 09:00 - 22:00 | 09:00 - 17:00 | 09:00 - 17:00 |
| 자료실     | 09:00 - 18:00 | 09:00 - 18:00 | 09:00 - 17:00 | 09:00 - 17:00 |
| 일반열람실 | 07:00 - 23:00 | 08:00 - 23:00 | 07:00 - 23:00 | 08:00 - 23:00 |